# Paramacna
Paramacna is een geslacht van vlinders van de familie snuitmotten (Pyralidae), uit de onderfamilie Chrysauginae.

## Soorten
- P. arnea Cramer, 1775
- P. herbacealis Ragonot, 1891
- P. nattereri Felder